# Magdalena Moise
Magdalena Moise (Râmnicu Vâlcea, 7 febbraio 1968) è un'ex cestista rumena.

## Carriera
Con la Romania ha disputato i Campionati europei del 1995.